# Conus berghausi
Conus berghausi é uma espécie de gastrópode do gênero Conus, pertencente a família Conidae.